# Achmied Czakajew
Achmied Osmanowicz Czakajew (ros. Ахмед Османович Чакаев; ur. 21 marca 1988) – rosyjski zapaśnik startujący w stylu wolnym. Brązowy medalista mistrzostw świata w 2016 i 2018. Srebrny medalista mistrzostw Europy w 2017. Trzeci na igrzyskach europejskich w 2019. Czwarty w Pucharze Świata w 2015 i dziewiąty w 2009. Mistrz Rosji w 2018 i trzeci w 2014 i 2015 roku.